# Dikbekbehangersbij
De dikbekbehangersbij (Megachile genalis) is een vliesvleugelig insect uit de familie Megachilidae. De wetenschappelijke naam van de soort is voor het eerst geldig gepubliceerd in 1880 door Morawitz.